# Campanha da Fraternidade de 2015
A Campanha da Fraternidade de 2015 foi um evento organizado pela Conferência Nacional dos Bispos do Brasil (CNBB) com o tema Fraternidade: Igreja e Sociedade. O lema da campanha foi inspirado em um versículo do Evangelho de Marcos: "Eu vim para servir" (Mc 10, 45). A exemplo das campanhas anteriores, o evento teve início na quarta-feira de cinzas e se estendeu por todo o período da quaresma.

## Contexto histórico

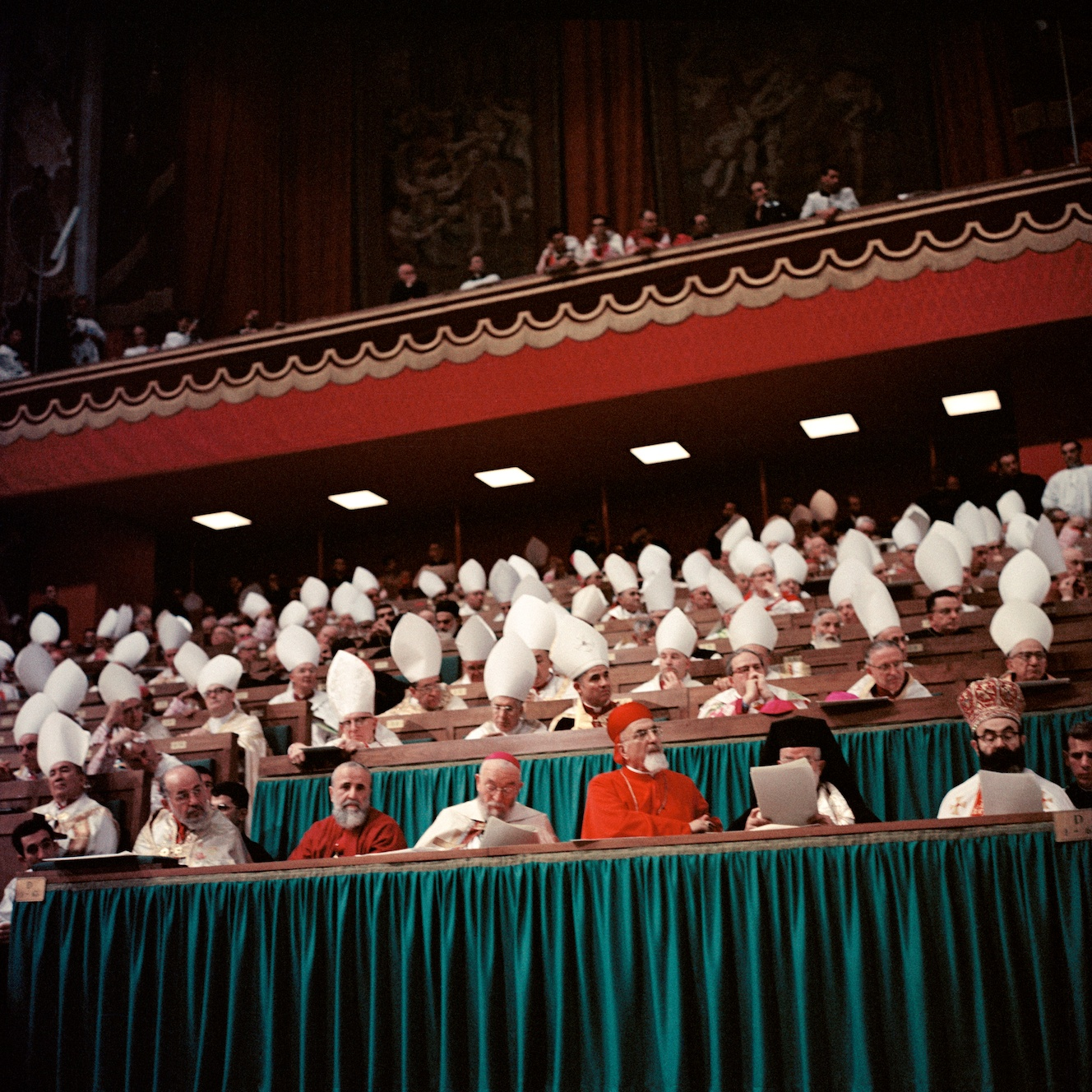
Sessão do Concílio Vaticano II, cujo cinquentenário é comemorado pela Campanha da Fraternidade de 2015.

O tema da campanha de 2015 foi escolhido de modo a comemorar o cinquentenário do encerramento do Concílio Vaticano II. Nesse sentido, o texto-base da campanha foi inspirado em dois documentos fundamentais do concílio: a constituição dogmática Lumen Gentium (A Luz dos Povos) e a constituição pastoral Gaudium et Spes (A Alegria e a Esperança).
O vínculo entre a campanha e o concílio foi ressaltado pelo papa Francisco na mensagem enviada ao povo brasileiro por ocasião da abertura do evento. Nessa mensagem o pontífice mencionou de forma explícita essas duas constituições conciliares.

## Cartaz
O cartaz da campanha mostrava uma fotografia do papa Francisco no momento em que lavava os pés de um fiel na celebração eucarística da Quinta-Feira Santa do ano anterior.

## Lançamento oficial
Dom Leonardo Ulrich Steiner, bispo-auxiliar de Brasília e secretário-geral da CNBB, presidiu o lançamento oficial da campanha no dia 18 de fevereiro. O evento contou com a presença do ministro do Desenvolvimento Agrário, Patrus Ananias, do presidente do Conselho Federal da Ordem dos Advogados do Brasil, Marcus Vinícius Furtado Coelho e da pastora Romi Márcia Bencke, secretária executiva do Conselho Nacional de Igrejas Cristãs.